# Maculatoscelis ascalaphoides
Maculatoscelis ascalaphoides är en bönsyrseart som beskrevs av Bolivar 1908. Maculatoscelis ascalaphoides ingår i släktet Maculatoscelis och familjen Amorphoscelidae. Inga underarter finns listade i Catalogue of Life.